# 布列塔尼地区圣雷娜
布列塔尼地区圣雷娜（法語：Sainte-Reine-de-Bretagne，法語發音：[sɛ̃ ʁɛn də bʁətaɲ] ⓘ）是法国大西洋卢瓦尔省的一个市镇，位于该省西部偏北，属于圣纳泽尔区。

## 地理
布列塔尼地区圣雷娜（47°26'26"N, 2°11'38"W）面积19.73 平方千米，位于法国卢瓦尔河地区大区大西洋卢瓦尔省，该省份为法国西北部沿海省份，位于布列塔尼半岛东南部，北起伊勒-维莱讷省，西北接莫尔比昂省，西临大西洋，南至旺代省，东临曼恩-卢瓦尔省。
与布列塔尼地区圣雷娜接壤的市镇（或旧市镇、城区）包括：拉沙佩勒德马赖、克罗萨克、米西亚克、蓬沙托、圣若阿基姆。

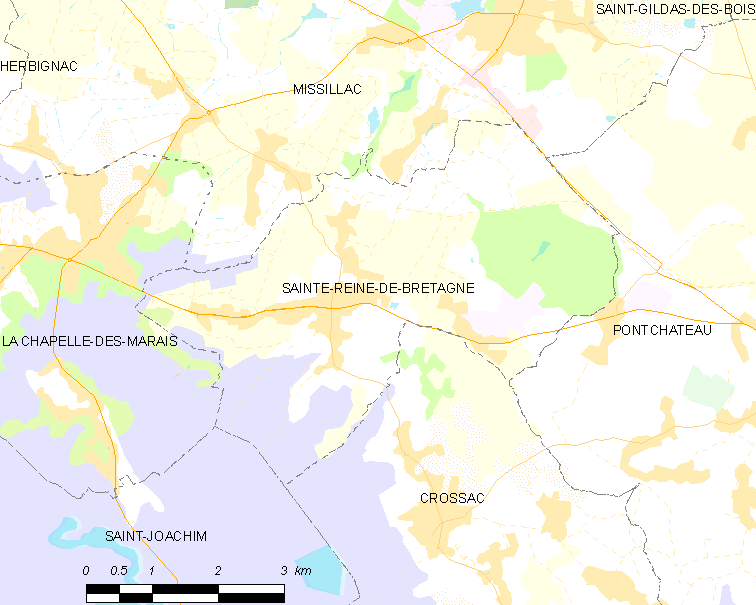
布列塔尼地区圣雷娜的OSM定位图

布列塔尼地区圣雷娜的时区为UTC+01:00、UTC+02:00（夏令时）。

## 行政
布列塔尼地区圣雷娜的邮政编码为44160，INSEE市镇编码为44189。

## 政治
布列塔尼地区圣雷娜所属的省级选区为蓬沙托县。

## 人口

1962-2008年间布列塔尼地区圣雷娜人口变化图示

布列塔尼地区圣雷娜于2022年1月1日时的人口数量为2447人。